# سکینه جعفری
سکینه جعفری (انگلیسی: Sakina Jaffrey؛ زاده ۱۴ فوریهٔ ۱۹۶۲) یک هنرپیشه هندی تبار اهل کشور ایالات متحده آمریکا است. وی از سال ۱۹۸۸ میلادی تاکنون مشغول فعالیت بوده‌ است.
وی در مجموعه‌های تلویزیونی خانه پوشالی، مستر روبات، دفاع از جیکوب، گمشده در فضا و فیلم‌های حقیقت درباره چارلی، قتل بی‌نقص، شب تاریکی بود، جدا شدن و بزرگ کردن هلن بازی کرده‌ است.